# أورورا كاستيلو
أورورا كاستيلو (بالإنجليزية: Aurora Castillo)‏ هي عالمة بيئة أمريكية، ولدت في 1914، وتوفيت في 1998.